# 박재범 (작가)
박재범은 대한민국의 드라마 작가이다.
KBS 단막극 《드라마시티》에서 작가를 통해 발을 내디딘 것을 시작으로 《신의 퀴즈 시리즈》, 《굿 닥터》, 《김과장》, 《열혈사제》, 《빈센조》 등을 집필했다.

## 집필 작품

### 영화
- 2000년 《씨어터》
- 2018년 《여곡성》

### 드라마
- 2002년 KBS2 단막극 《드라마시티 - 팬티모델》
- 2003년 KBS2 단막극 《드라마시티 - S대 법학과 미달사건》
- 2010년 OCN 금요드라마 《신의 퀴즈 1》
- 2011년 OCN 금요드라마 《신의 퀴즈 2》
- 2012년 OCN 일요드라마 《신의 퀴즈 3》
- 2013년 KBS2 월화드라마 《굿 닥터》
- 2014년 OCN 일요드라마 《신의 퀴즈 4》
- 2014년 KBS2 단막극 《드라마 스페셜 - 원혼》
- 2015년 KBS2 월화드라마 《블러드》
- 2017년 KBS2 수목드라마 《김과장》
- 2018년 OCN 수목드라마 《신의 퀴즈 : 리부트》 (크리에이터로 참여)
- 2019년 SBS 금토드라마 《열혈사제》
- 2021년 tvN 토일드라마 《빈센조》
- 2024년 SBS 금토드라마 《열혈사제 2》
- 2027년 SBS 금토드라마 《엠버스》

## 수상 경력
- 2017년 대한민국 콘텐츠 대상 국무총리 표창
- 2013년 제6회 코리아 드라마 어워즈 작가상